# Phthiria brunnescens
Phthiria brunnescens är en tvåvingeart som beskrevs av Hesse 1975. Phthiria brunnescens ingår i släktet Phthiria och familjen svävflugor. Inga underarter finns listade i Catalogue of Life.